# Pascal Laugier
Pascal Laugier, född 16 oktober 1971, är en fransk regissör och manusförfattare. Han har regisserat skräckfilmen Martyrs och flera andra filmer.